# Новоігорівка
Новоігорівка — село в Україні, в Устинівській селищній громаді Кропивницького району Кіровоградської області (засноване у 1852 році; старі назви: Хорбатовка, Єгоровка, Димитрове). Населення становить 1185 осіб. Колишній орган місцевого самоврядування — Димитровська сільська рада.
До 11 червня 2016 року — село Димитрове.

## Географія
У селі бере початок Балка Чабанка.

## Населення
Згідно з переписом УРСР 1989 року чисельність наявного населення села становила 1213 осіб, з яких 545 чоловіків та 668 жінок.
За переписом населення України 2001 року в селі мешкало 1185 осіб.

### Мова
Розподіл населення за рідною мовою за даними перепису 2001 року:
| Мова       | Відсоток |
| ---------- | -------- |
| українська | 96,29 %  |
| російська  | 3,04 %   |
| білоруська | 0,42 %   |
| молдовська | 0,17 %   |
| гагаузька  | 0,08 %   |

## Історія
```
Згідно архівних матеріалів, історія села починається заснуванням кріпацького поселення у 1852 році. (Дані взято із книги "Святе, як хліб, моє рідне село" вчителя історії Половко Л.Б.) 
```